# Kella
Kella is een gemeente in de Duitse deelstaat Thüringen, en maakt deel uit van de Landkreis Eichsfeld.
Kella telt 471 inwoners.